# Montabaur Open 1988
Il Montabaur Open 1988 è stato un torneo di tennis facente parte della categoria ATP Challenger Series nell'ambito dell'ATP Challenger Series 1988. Il torneo si è giocato a Montabaur in Germania dal 30 maggio al 5 giugno 1988 su campi in terra rossa.

## Vincitori

### Singolare
Markus Rackl ha battuto in finale  Bruno Orešar con il punteggio di 6–3, 4–6, 7–5

### Doppio
João Cunha e Silva /  Wojciech Kowalski hanno battuto in finale  Wolfgang Popp /  Udo Riglewski con il punteggio di 6–2, 7–6